# 河南省豫南监狱
河南省豫南监狱，是中国河南省驻马店市境内的一个监狱，对外也称五三农场，原分布在确山县、正阳县交界处的农村地区，2009年以后3000名犯人搬迁到新址。